# Bernhard von Beskow
Bernhard von Beskow (19 avril 1796-17 octobre 1868) est un dramaturge et historien suédois.

## Biographie
Né à Stockholm et fils d'un marchand, sa vocation pour la littérature est assistée par son précepteur, le poète Johan Magnus Stjernstolpe (1777-1831), dont il édite les œuvres. Il entre dans la fonction publique en 1814, est anobli en 1826 et reçoit le titre de baron en 1843. Il occupe de hautes fonctions à la cour et est, à partir de 1834, secrétaire perpétuel de l'Académie suédoise. Il est élu membre de l'Académie royale des sciences de Suède en 1836.
Il produit une série de pièces basées sur l'histoire suédoise. Il est le représentant le plus respectable du jeu historique romantique qui devient populaire auprès du public suédois. Ses œuvres comprennent de nombreux mémoires académiques, des volumes de poèmes, de philosophie et une étude historique, Om Gustav den tredje såsom Konung och Menniska (5 volumes, 1860–1869, Gustave III comme roi et homme), imprimé dans les mémoires de l'Académie suédoise (volumes 32, 34, 37, 42, 44).
Selon la onzième édition de l'Encyclopædia Britannica : « Sa poésie est surdécorée et ses pièces sont de grandioses poèmes historiques sous une forme dramatique. Parmi eux figurent Éric XIV (2 parties, 1826) ; et quatre pièces rassemblées (1836-1838) comme Dramatiska Studier, dont la plus célèbre est la tragédie de Torkel Knutsson ." 
Il devient membre de Pro Fide et Christianismo, une société d'éducation chrétienne, en 1852.
Il meurt à Stockholm en 1868.